# ゲイリー・ジェイ・コフマン
ゲイリー・ジェイ・コフマン（本名Gary Jay Coffman, 1980年7月7日 - ）は、日本で活躍するアメリカ人俳優。2009年放映の高須クリニックテレビCM (京都編)のキャッチフレーズ“Yes, Takasu Clinic!”も担当した。

## 来歴
アメリカ合衆国インディアナ州フォートウェイン市生まれ。7歳の時にインディアナポリス市の郊外に移り住む。幼少のころから音楽に親しみ、中学から高校、大学時代を通してパーカッションを演奏した。インディアナ州リッチモンド市のアーラム大学に進学し、日本文化学部を専攻。初来日は、大学3年次の立命館大学への交換留学生としてだった。
2003年に立命館大学での学内通訳・翻訳業務のため再来日。これまでアメリカでも副業的に俳優活動をしてきたキャリアを生かし、日本でも俳優としての仕事を始める。外国人タレントエージェンシーのグループエコー に登録し、日本放送協会(NHK)をはじめ、朝日放送(ABCテレビ)での俳優としての活躍がはじまる。これがきっかけとなり、初出演映画『バルトの楽園』（2006年） をはじめ、京都太秦の東映系列の映画やテレビ番組へと出演、さらに活動の幅を広げた。
2006年に通訳・翻訳業務を終えた後、京都大学大学院・情報学研究科 知能情報学専攻 に進み、その間も俳優業を続ける。この期間に、NHKの『その時歴史が動いた』、ABCテレビの『ビーバップ!ハイヒール』に定期的に出演し、再現ドラマでは欠かせない存在となる。また、『メタル侍』 では、主役・松平出洲之進を演じる。週刊誌「女性セブン」誌面にもPRで取り上げられ、毎日放送の深夜ラジオ番組『ゴー傑P』にも出演。
『バルトの楽園』と『メタル侍』サウンドトラックでは、パーカッションとドラム演奏でも参加。（『メタル侍』でのギターパフォーマンスの音源は、ヘビーメタルバンド「Strush」 の演奏によるもの）日本滞在中を通して、京都のロックバンドCrooked Houseでドラムを演奏し、京都のスタジオラグではソロでのロックアルバム”Seven Nurses”（全楽器とボーカル担当・未リリース）もレコーディングしている。
大学院期間中の俳優活動については、「これからも大切なかけがえのない経験」 と振り返っている。京都大学大学院修了後も、京都という町と東映との関係は密接に続き、2008年には映画『肉体の門』、2009年には『落日燃ゆ』、『メイド刑事』に連続して出演している。

## 出演作品

### 映画
- バルトの楽園　（2006年）

### DVD
- メタル侍　第一巻　（2008年）
- メタル侍　第二巻　（2008年）
- メタル侍　第三巻　（2009年）
- メタル侍　第四巻　（2009年）